# Fockeeae
Fockeeae es una tribu de plantas de flores perteneciente a la familia Apocynaceae (orden Gentianales).  Esta tribu tiene los siguientes géneros.

## Géneros
- Cibirhiza
- Fockea